# Vladimir Čučelov
Vladimir Čučelov (in russo Владимир Чучелов?, traslitterato anche Vladimir Chuchelov; Russia, 28 settembre 1969) è uno scacchista belga di origine sovietica.
Verso la metà degli anni Novanta si trasferì in Belgio, acquisendone la nazionalità.
Nel 2000 ha vinto a Ghent il Campionato belga. È stato più volte nella classifica FIDE dei primi 100 giocatori del mondo, raggiungendo il massimo Elo di 2608 punti.
Ha vinto due volte (nel 1994 e nel 2001) il fortissimo Open di Cappelle la Grande.
Nel 1995 ha ottenuto il titolo di Grande maestro internazionale,  
Tra gli altri successi, le vittorie ad Amburgo nel 1991 e all'open internazionale di Gifhorn nel 1992.
È Fide Senior Trainer ed è stato allenatore di Fabiano Caruana.